# Анто Гвозденовић
Анто Гвозденовић (Ћеклићи, 14/26. јануар 1853 — Ћеклићи, 2. септембар 1935) био је црногорски генерал и политичар.
Био је посланик Краљевине Црне Горе у Вашингтону (САД) од 1918. године до 1921. године.
Године 1925. генерал Анто Гвозденовић се вратио у Југославију.